# Cazul locativ
Locativul este un caz al flexiunii nominale, adică al declinării în limba proto-indo-europeană, care arăta locul unde se săvârșește acțiunea verbului.
Cazul locativ era prezent în  limbile indo-europene vechi, precum sanscrita, greaca și latina, fiind moștenit de unele limbi indo-europene moderne, cum sunt majoritatea limbilor slave. În acestea se folosește cu anumite prepoziții, pentru a exprima unele complemente.
De exemplu, în limbile sârbă și croată, la cazul locativ cu unele prepoziții se exprimă în primul rând complementul circumstanțial de loc subordonat verbelor care nu exprimă o deplasare către locul respectiv: Ležao je u hladnoj sobi „Stătea culcat în camera rece”, na koncertu „la concert”, Pendrek mu visi o pojasu „Măciuca îi atârnă de cingătoare”, pri vrhu planine „lângă vârful muntelui”, Mačka hoda po krovu „Pisica umblă pe acoperiș”.
Cu aceleași prepoziții, la locativ se exprimă și alte feluri de complemente.
De exemplu, locativul cu prepoziția o este cazul complementului indirect despre care se vorbește: Govorimo o ratu „Vorbim despre război”.
Acest caz este cerut și de anumite verbe, împreună cu prepoziții din exemplele de mai sus, formând alte complemente indirecte. Exemplu: Zahvaljujemo Bogu na darovima „Îi mulțumim lui Dumnezeu pentru daruri”.
Alte complemente circumstanțiale exprimate cu locativul sunt:
- complement circumstanțial de timp:

- cu prepoziția pri: pri kraju dana „pe la sfârșitul zilei”;
- cu prepoziția po: po dolasku „după sosire”;

- complement circumstanțial concesiv cu prepoziția pri: pri svemu tome „cu toate acestea”.